# Himerta rugopleura
Himerta rugopleura är en stekelart som beskrevs av Leblanc 1989. Himerta rugopleura ingår i släktet Himerta och familjen brokparasitsteklar. Inga underarter finns listade i Catalogue of Life.